# Johan af Zellén
Johan Olof af Zellén, född 3 augusti 1844 i Stockholm, död 9 september 1906 i Adolf Fredriks församling i Stockholm, var en svensk jägmästare. 
Efter att ha blivit student vid Uppsala universitet 1862 var af Zellén elev vid Skogsinstitutet 1863–1864. Han var extra överjägare i Kopparbergs län 1864, i Stockholms län 1865, andre skogsförvaltare hos Stockholms läns hushållningssällskap 1865–1867, tillförordnad andre lärare vid Skogsinstitutet 1867, tillförordnad föreståndare för Danielslunds (Kolleberga) skogsskola och tillförordnad överjägare i Kristianstads län 1868, tillförordnad jägmästare i Gästriklands revir 1870, jägmästare i Finspångs revir 1880, i Gästriklands revir 1880, tillförordnad föredragande i Domänstyrelsens skogsavdelning 1882, byråchef där från 1884, ledamot av Lantbruksakademien 1903 och arbetande ledamot i skogs- och trädgårdsavdelningen 1904. Johan af Zellén är begravd på Norra begravningsplatsen utanför Stockholm.
Johan af Zellén var sonson till Johan Lychou, som adlades af Zellén 1799 och blev förste expeditionssekreterare med landshövdings namn, och farfar till avdelningsdirektör Nils af Zellén, med vilken ätten utslocknade 2004.